# Passie (Clouseau)
Passie is een nummer van de Belgische popgroep Clouseau uit 1995. Het werd geschreven door Koen Wauters en was de vierde single van hun zesde studioalbum Oker.
Passie is een ballad waarvan de tekst gaat over het einde van een liefdesrelatie. Koen Wauters schreef het lied in 1994, na zijn relatiebreuk met Babette van Veen.
In Nederland groeide Passie uit tot de grootste hit van Clouseau. De groep had al meerdere hitsuccessen in Nederland gescoord, waarvan Daar gaat ze in 1990 op de tweede plaats van de hitparades was beland. Passie overtrof deze prestatie door in de zomer van 1995 één week op nummer 1 te staan in zowel de Nederlandse Top 40 als de Mega Top 50. Het is tot op heden de enige nummer 1-hit die Clouseau in Nederland had.
In Vlaanderen was de single iets minder succesvol. Na het succes in Nederland kwam het nummer begin oktober pas binnen in de Vlaamse Ultratop 50. Daarin bereikte het de zevende plaats. 
In 2021 werd het refrein gebruikt in Tranen van Kris Kross Amsterdam, Pommelien Thijs en Kraantje Pappie.

## Hitnoteringen

### Nederlandse Top 40
| Hitnotering: 24-06-1995 t/m 21-10-1995 | Hitnotering: 24-06-1995 t/m 21-10-1995 | Hitnotering: 24-06-1995 t/m 21-10-1995 | Hitnotering: 24-06-1995 t/m 21-10-1995 | Hitnotering: 24-06-1995 t/m 21-10-1995 | Hitnotering: 24-06-1995 t/m 21-10-1995 | Hitnotering: 24-06-1995 t/m 21-10-1995 | Hitnotering: 24-06-1995 t/m 21-10-1995 | Hitnotering: 24-06-1995 t/m 21-10-1995 | Hitnotering: 24-06-1995 t/m 21-10-1995 | Hitnotering: 24-06-1995 t/m 21-10-1995 | Hitnotering: 24-06-1995 t/m 21-10-1995 | Hitnotering: 24-06-1995 t/m 21-10-1995 | Hitnotering: 24-06-1995 t/m 21-10-1995 | Hitnotering: 24-06-1995 t/m 21-10-1995 | Hitnotering: 24-06-1995 t/m 21-10-1995 | Hitnotering: 24-06-1995 t/m 21-10-1995 | Hitnotering: 24-06-1995 t/m 21-10-1995 | Hitnotering: 24-06-1995 t/m 21-10-1995 | Hitnotering: 24-06-1995 t/m 21-10-1995 |
| Week:                                  | 1                                      | 2                                      | 3                                      | 4                                      | 5                                      | 6                                      | 7                                      | 8                                      | 9                                      | 10                                     | 11                                     | 12                                     | 13                                     | 14                                     | 15                                     | 16                                     | 17                                     | 18                                     |                                        |
| -------------------------------------- | -------------------------------------- | -------------------------------------- | -------------------------------------- | -------------------------------------- | -------------------------------------- | -------------------------------------- | -------------------------------------- | -------------------------------------- | -------------------------------------- | -------------------------------------- | -------------------------------------- | -------------------------------------- | -------------------------------------- | -------------------------------------- | -------------------------------------- | -------------------------------------- | -------------------------------------- | -------------------------------------- | -------------------------------------- |
| Positie:                               | 32                                     | 20                                     | 13                                     | 6                                      | 4                                      | 2                                      | 1                                      | 2                                      | 2                                      | 2                                      | 2                                      | 2                                      | 8                                      | 12                                     | 14                                     | 18                                     | 26                                     | 35                                     | uit                                    |

### Mega Top 50
| Hitnotering: 24-06-1995 t/m 04-11-1995 | Hitnotering: 24-06-1995 t/m 04-11-1995 | Hitnotering: 24-06-1995 t/m 04-11-1995 | Hitnotering: 24-06-1995 t/m 04-11-1995 | Hitnotering: 24-06-1995 t/m 04-11-1995 | Hitnotering: 24-06-1995 t/m 04-11-1995 | Hitnotering: 24-06-1995 t/m 04-11-1995 | Hitnotering: 24-06-1995 t/m 04-11-1995 | Hitnotering: 24-06-1995 t/m 04-11-1995 | Hitnotering: 24-06-1995 t/m 04-11-1995 | Hitnotering: 24-06-1995 t/m 04-11-1995 | Hitnotering: 24-06-1995 t/m 04-11-1995 | Hitnotering: 24-06-1995 t/m 04-11-1995 | Hitnotering: 24-06-1995 t/m 04-11-1995 | Hitnotering: 24-06-1995 t/m 04-11-1995 | Hitnotering: 24-06-1995 t/m 04-11-1995 | Hitnotering: 24-06-1995 t/m 04-11-1995 | Hitnotering: 24-06-1995 t/m 04-11-1995 | Hitnotering: 24-06-1995 t/m 04-11-1995 | Hitnotering: 24-06-1995 t/m 04-11-1995 | Hitnotering: 24-06-1995 t/m 04-11-1995 | Hitnotering: 24-06-1995 t/m 04-11-1995 |
| Week:                                  | 1                                      | 2                                      | 3                                      | 4                                      | 5                                      | 6                                      | 7                                      | 8                                      | 9                                      | 10                                     | 11                                     | 12                                     | 13                                     | 14                                     | 15                                     | 16                                     | 17                                     | 18                                     | 19                                     | 20                                     |                                        |
| -------------------------------------- | -------------------------------------- | -------------------------------------- | -------------------------------------- | -------------------------------------- | -------------------------------------- | -------------------------------------- | -------------------------------------- | -------------------------------------- | -------------------------------------- | -------------------------------------- | -------------------------------------- | -------------------------------------- | -------------------------------------- | -------------------------------------- | -------------------------------------- | -------------------------------------- | -------------------------------------- | -------------------------------------- | -------------------------------------- | -------------------------------------- | -------------------------------------- |
| Positie:                               | 42                                     | 19                                     | 12                                     | 6                                      | 2                                      | 2                                      | 1                                      | 2                                      | 2                                      | 2                                      | 2                                      | 2                                      | 5                                      | 6                                      | 12                                     | 20                                     | 24                                     | 29                                     | 32                                     | 43                                     | uit                                    |

### VlaamseUltratop 50
| Hitnotering: 07-10-1995 t/m 13-01-1996 | Hitnotering: 07-10-1995 t/m 13-01-1996 | Hitnotering: 07-10-1995 t/m 13-01-1996 | Hitnotering: 07-10-1995 t/m 13-01-1996 | Hitnotering: 07-10-1995 t/m 13-01-1996 | Hitnotering: 07-10-1995 t/m 13-01-1996 | Hitnotering: 07-10-1995 t/m 13-01-1996 | Hitnotering: 07-10-1995 t/m 13-01-1996 | Hitnotering: 07-10-1995 t/m 13-01-1996 | Hitnotering: 07-10-1995 t/m 13-01-1996 | Hitnotering: 07-10-1995 t/m 13-01-1996 | Hitnotering: 07-10-1995 t/m 13-01-1996 | Hitnotering: 07-10-1995 t/m 13-01-1996 | Hitnotering: 07-10-1995 t/m 13-01-1996 | Hitnotering: 07-10-1995 t/m 13-01-1996 | Hitnotering: 07-10-1995 t/m 13-01-1996 | Hitnotering: 07-10-1995 t/m 13-01-1996 |
| Week:                                  | 1                                      | 2                                      | 3                                      | 4                                      | 5                                      | 6                                      | 7                                      | 8                                      | 9                                      | 10                                     | 11                                     | 12                                     | 13                                     | 14                                     | 15                                     |                                        |
| -------------------------------------- | -------------------------------------- | -------------------------------------- | -------------------------------------- | -------------------------------------- | -------------------------------------- | -------------------------------------- | -------------------------------------- | -------------------------------------- | -------------------------------------- | -------------------------------------- | -------------------------------------- | -------------------------------------- | -------------------------------------- | -------------------------------------- | -------------------------------------- | -------------------------------------- |
| Positie:                               | 15                                     | 7                                      | 10                                     | 7                                      | 9                                      | 7                                      | 10                                     | 16                                     | 12                                     | 13                                     | 17                                     | 24                                     | 41                                     | 43                                     | 42                                     | uit                                    |

### NPO Radio 2 Top 2000
| Nummer met noteringen in de NPO Radio 2 Top 2000 | '99 | '00 | '01 | '02 | '03  | '04 | '05 | '06 | '07  | '08 | '09  | '10  | '11  | '12  | '13  | '14  | '15  | '16  |
| ------------------------------------------------ | --- | --- | --- | --- | ---- | --- | --- | --- | ---- | --- | ---- | ---- | ---- | ---- | ---- | ---- | ---- | ---- |
| Passie                                           | 533 | 594 | 694 | 947 | 1078 | 834 | 824 | 891 | 1023 | 896 | 1540 | 1441 | 1516 | 1870 | 1696 | 1968 | 1931 | 1905 |

1. ↑  Een vetgedrukt getal geeft de hoogste notering aan.
2. ↑  Deze tabel is bijgewerkt tot en met de meest recente editie (2024).